# Dansterapi
Dans- och rörelseterapi (DMT) är tillsammans med bild- och musikterapi en konstnärlig terapiform. Via den konstnärliga och kreativa processen i dans och rörelse integreras dans och psykoterapi. Utgångspunkten är att kropp och själ utgör en helhet och att det sker en samverkan inom och mellan organismens olika delar, liksom mellan individ, samhälle och kultur.
Fortbildning i DMT på avancerad nivå erbjöds tidigare på Danshögskolan i Stockholm. Utbildningen gavs i samarbete med dåvarande Psykoterapiinstitutet (PI) och innefattade grundläggande psykoterapiutbildning (GPU; tidigare så kallat "steg 1"). För att kunna ansöka krävdes bland annat tidigare genomgången högskoleutbildning inom ett människovårdande/pedagogiskt yrkesområde. Inom högskola och universitet finns idag DANS- OCH RÖRELSETERAPINS GRUNDER (15 HP) samt PÅBYGGNADSKURS i DMT (30 HP) vid Institutionen för konstnärliga studier vid Karlstad Universitet (kau.se). Syftet med kurserna är att studenten ska tillägna sig övergripande orientering och fördjupning i dans och rörelse som terapeutiska verktyg samt i dans- och rörelseterapins historik, teori och metod. Genom att integrera teori och praktik utvecklar studenten en grundläggande förståelse för dans- och rörelseterapi som behandlingsmetod samt hur DMT kan tillämpas inom kurativa, psykosociala och psykoedukativa sammanhang.

## Evidens och forskning
I Sverige har tre akademiska avhandlingar inom området lagts fram: Grönlund, E. (1994): Barns känslor bearbetade i dans; Nyström, K. (2002): Dans på gränsen - demensdrabbades kommunikation i dansterapi; Bojner Horwitz, E.(2004): ”Dance/movement therapy in fibromyalgia patients, aspects and consequences of verbal, visual and hormonal analyses”. Från Finland (Universitetet i Jyväskylä) finns representerat Pylvänäinen, P. (2018) "Dance Movement Therapy in the Treatment of Depression Change in Body Image and Mood - A Clinical Practice Based Study". Behov av forskning och systematiska studier är stort enligt SBU (Statens beredning för medicinsk och social utvärdering, 2019). Utöver tre systematiska studier har nio enskilda studier identifierats vilka inte har kvalitetsgranskats av SBU.

## Rörelsekommunikation
Rörelsekommunikation är ett angränsande ämnesområde som kombinerar element från gymnastik, dans, drama, rörelseterapi och lek. Begreppet skapades 1982 av lektor Johan Borghäll i samarbete med fil.dr i pedagogik John M Steinberg. Tillsammans skrev de boken Rörelsekommunikation, som genom åren har använts som kurslitteratur på universitet och seminarier i både Sverige och Danmark. Genom att kombinera gymnastikens nyttoideal och estetik, dansens sinnlighet och rytm, dramats fokus på uttryck och samarbete, rörelseterapins insikt i kroppens förbindelse med personligheten och lekens naivitet, uppstod en annan form för rörelsepraktik och rörelsepedagogik. Målet var fysisk, personlig och social kompetens. Den bärande idén i rörelsekommunikation är, ”först liv, så tänkande”, meningen framträder för deltagaren så att säga i och efter övningen. Först aktivitet, så reflektion. I dag finns ämnet på schemat på bland annat Malmö Högskola, Linköpings Universitet, Århus Universitet och på Syddansk Universitet i Danmark.